# Dispersionsindex
Der Dispersionsindex (kurz: DI, Dispersion von lateinisch dispersio = „Zerstreuung“ bzw. dispergere = „verteilen, ausbreiten, zerstreuen“) oder Variationsfaktor (Vf) ist eine Kennzahl der mathematischen Statistik zur Beurteilung des Verteilungsmusters der Streuung einer Wahrscheinlichkeitsverteilung. Dabei wird die Übereinstimmung bzw. reale Abweichung der Werteverteilung mit einer Poisson-Verteilung betrachtet.
Die Verteilungsmuster können sein:
- zufällig,
- gleichmäßig oder
- gruppiert.

Seien {\displaystyle s^{2}} Varianz und {\displaystyle {\bar {x}}} das arithmetische Mittel der Elemente einer Stichprobe, dann gilt für den Dispersionsindex {\displaystyle DI}:
{\displaystyle DI={\frac {s^{2}}{\bar {x}}}}.
Danach muss diese Vermutung jedoch verifiziert werden, z. B. mittels des Chi-Quadrat-Anpassungstests.

## Anwendungsbeispiele
In der Ökologie kann zum Beispiel die zufällige, gleichmäßige oder gruppierte Verteilung bezogen auf Pflanzen (Vegetationsökologie), Tiere oder andere Merkmalsträger betrachtet werden.
Die Verteilungsrate von DNA-Sequenzunterschieden verschiedener Tiergruppen kann von Bewertungen ohne diesen Index erheblich abweichen.